# Формула-1 — Гран-прі Нідерландів 2022
Гран-прі Нідерландів 2022 (офіційно — Formula 1 Heineken Dutch Grand Prix 2022 — автоперегони чемпіонату світу з Формули-1, які відбулися 4 вересня 2022 року. Гонка була проведена на трасі Зандворт у Зандворті (Нідерланди). Це п'ятнадцятий етап чемпіонату світу і тридцять четверте Гран-прі Бельгії в історії.
Переможцем гонки став нідерландець Макс Ферстаппен (Ред Булл — RBPT). Друге місце посів Джордж Расселл (Мерседес), а третє — Шарль Леклер (Феррарі).
Чинним переможцем гонки був Макс Ферстаппен, який у 2021 році виступав за команду Ред Булл.

## Положення у чемпіонаті перед гонкою
| Місце   | Пілот               | Очки |
| ------- | ------------------- | ---- |
| 1       | Макс Ферстаппен     | 284  |
| 2       | Серхіо Перес        | 191  |
| 3       | Шарль Леклер        | 186  |
| 4       | Карлос Сайнс (мол.) | 171  |
| 5       | Джордж Расселл      | 170  |
| Джерело |                     |      |

| Місце   | Конструктор         | Очки |
| ------- | ------------------- | ---- |
| 1       | Ред Булл — RBPT     | 475  |
| 2       | Феррарі             | 357  |
| 3       | Мерседес            | 316  |
| 4       | Альпін — Рено       | 115  |
| 5       | Макларен — Мерседес | 95   |
| Джерело |                     |      |

## Шини
Під час гран-прі було дозволено використовувати шини Pirelli C2, C3 і C4 (hard, medium і soft).
| Hard | Medium | Soft |
| ---- | ------ | ---- |

## Розклад
| Дата           | Подія           | Час           |
| -------------- | --------------- | ------------- |
| 2 вересня 2022 | Вільний заїзд 1 | 13:30 — 14:30 |
| 2 вересня 2022 | Вільний заїзд 2 | 17:00 — 18:00 |
| 3 вересня 2022 | Вільний заїзд 3 | 13:00 — 14:00 |
| 3 вересня 2022 | Кваліфікація    | 16:00 — 17:00 |
| 4 вересня 2022 | Гонка           | 16:00 — 18:00 |
| Джерело        |                 |               |

## Вільні заїзди
| Сесія | Лідер          | Конструктор | Ш | Час      | Джерело |
| ----- | -------------- | ----------- | - | -------- | ------- |
| 1     | Джордж Расселл | Мерседес    | P | 1:12.455 | [ 4 ]   |
| 2     | Шарль Леклер   | Феррарі     | P | 1:12.345 | [ 4 ]   |
| 3     | Шарль Леклер   | Феррарі     | P | 1:11.632 | [ 4 ]   |

## Кваліфікація
| Місце                                   | №  | Пілот               | Конструктор             | Частина 1 | Частина 2 | Частина 3 | Старт |
| --------------------------------------- | -- | ------------------- | ----------------------- | --------- | --------- | --------- | ----- |
| 1                                       | 1  | Макс Ферстаппен     | Ред Булл — RBPT         | 1:11.317  | 1:10.927  | 1:10.342  | 1     |
| 2                                       | 16 | Шарль Леклер        | Феррарі                 | 1:11.443  | 1:10.988  | 1:10.363  | 2     |
| 3                                       | 55 | Карлос Сайнс (мол.) | Феррарі                 | 1:11.767  | 1:10.814  | 1:10.434  | 3     |
| 4                                       | 44 | Льюїс Гамільтон     | Мерседес                | 1:11.331  | 1:11.075  | 1:10.648  | 4     |
| 5                                       | 11 | Серхіо Перес        | Ред Булл — RBPT         | 1:11.641  | 1:11.314  | 1:11.077  | 5     |
| 6                                       | 63 | Джордж Расселл      | Мерседес                | 1:11.561  | 1:10.824  | 1:11.147  | 6     |
| 7                                       | 4  | Ландо Норріс        | Макларен — Мерседес     | 1:11.556  | 1:11.116  | 1:11.174  | 7     |
| 8                                       | 47 | Мік Шумахер         | Хаас — Феррарі          | 1:11.741  | 1:11.420  | 1:11.442  | 8     |
| 9                                       | 22 | Юкі Цунода          | Альфа Таурі — RBPT      | 1:11.427  | 1:11.428  | 1:12.556  | 9     |
| 10                                      | 18 | Ленс Стролл         | Астон Мартін — Мерседес | 1:11.568  | 1:11.416  | -         | 10    |
| 11                                      | 10 | П'єр Гаслі          | Альфа Таурі — RBPT      | 1:11.705  | 1:11.512  |           | 11    |
| 12                                      | 31 | Естебан Окон        | Альпін — Рено           | 1:11.748  | 1:11.605  |           | 12    |
| 13                                      | 14 | Фернандо Алонсо     | Альпін — Рено           | 1:46.075  | 1:11.613  |           | 13    |
| 14                                      | 24 | Чжоу Гуаньюй        | Альфа Ромео — Феррарі   | 1:11.826  | 1:11.704  |           | 14    |
| 15                                      | 23 | Александр Албон     | Вільямс — Мерседес      | 1:11.695  | 1:11.802  |           | 15    |
| 16                                      | 77 | Вальттері Боттас    | Альфа Ромео — Феррарі   | 1:11.961  |           |           | 16    |
| 17                                      | 3  | Данієль Ріккардо    | Макларен — Мерседес     | 1:12.081  |           |           | 17    |
| 18                                      | 20 | Кевін Магнуссен     | Хаас — Феррарі          | 1:12.319  |           |           | 18    |
| 19                                      | 5  | Себастьян Феттель   | Астон Мартін — Мерседес | 1:12.391  |           |           | 19    |
| 20                                      | 6  | Ніколас Латіфі      | Вільямс — Мерседес      | 1:13.353  |           |           | 20    |
| 107 % від лідера першої сесії: 1:16.309 |    |                     |                         |           |           |           |       |
| Джерело:                                |    |                     |                         |           |           |           |       |

## Гонка
| Місце                                                                               | №  | Пілот               | Конструктор             | Кола | Час/причина сходу | Старт | Очки |
| ----------------------------------------------------------------------------------- | -- | ------------------- | ----------------------- | ---- | ----------------- | ----- | ---- |
| 1                                                                                   | 1  | Макс Ферстаппен     | Ред Булл — RBPT         | 72   | 1:36:42.773       | 1     | 26   |
| 2                                                                                   | 63 | Джордж Расселл      | Мерседес                | 72   | +4.071            | 6     | 18   |
| 3                                                                                   | 16 | Шарль Леклер        | Феррарі                 | 72   | +10.929           | 2     | 15   |
| 4                                                                                   | 44 | Льюїс Гамільтон     | Мерседес                | 72   | +13.016           | 4     | 12   |
| 5                                                                                   | 11 | Серхіо Перес        | Ред Булл — RBPT         | 72   | +18.168           | 5     | 10   |
| 6                                                                                   | 14 | Фернандо Алонсо     | Альпін — Рено           | 72   | +18.754           | 13    | 8    |
| 7                                                                                   | 4  | Ландо Норріс        | Макларен — Мерседес     | 72   | +19.306           | 7     | 6    |
| 8                                                                                   | 55 | Карлос Сайнс (мол.) | Феррарі                 | 72   | +20.916           | 3     | 4    |
| 9                                                                                   | 31 | Естебан Окон        | Альпін — Рено           | 72   | +21.117           | 12    | 2    |
| 10                                                                                  | 18 | Ленс Стролл         | Астон Мартін — Мерседес | 72   | +22.459           | 10    | 1    |
| 11                                                                                  | 10 | П'єр Гаслі          | Альфа Таурі — RBPT      | 72   | +27.009           | 11    |      |
| 12                                                                                  | 23 | Александр Албон     | Вільямс — Мерседес      | 72   | +30.390           | 15    |      |
| 13                                                                                  | 47 | Мік Шумахер         | Хаас — Феррарі          | 72   | +32.995           | 8     |      |
| 14                                                                                  | 5  | Себастьян Феттель   | Астон Мартін — Мерседес | 72   | +36.007           | 19    |      |
| 15                                                                                  | 20 | Кевін Магнуссен     | Хаас — Феррарі          | 72   | +36.869           | 18    |      |
| 16                                                                                  | 24 | Чжоу Гуаньюй        | Альфа Ромео — Феррарі   | 72   | +37.320           | 14    |      |
| 17                                                                                  | 3  | Данієль Ріккардо    | Макларен — Мерседес     | 72   | +37.764           | 17    |      |
| 18                                                                                  | 6  | Ніколас Латіфі      | Вільямс — Мерседес      | 71   | +1 коло           | 20    |      |
| Схід                                                                                | 77 | Вальттері Боттас    | Альфа Ромео — Феррарі   | 53   | Двигун            | 16    |      |
| Схід                                                                                | 22 | Юкі Цунода          | Альфа Таурі — RBPT      | 43   | Диференціал       | 9     |      |
| Найшвидше коло: Макс Ферстаппен (Ред Булл — RBPT) — 1:13.652, поставлене на 62 колі |    |                     |                         |      |                   |       |      |
| Джерело:                                                                            |    |                     |                         |      |                   |       |      |

## Положення у чемпіонаті після гонки
| Місце   | Пілот               | Очки |
| ------- | ------------------- | ---- |
| 1       | Макс Ферстаппен     | 310  |
| 2       | Шарль Леклер        | 201  |
| 3       | Серхіо Перес        | 201  |
| 4       | Джордж Расселл      | 188  |
| 5       | Карлос Сайнс (мол.) | 175  |
| Джерело |                     |      |

| Місце   | Конструктор         | Очки |
| ------- | ------------------- | ---- |
| 1       | Ред Булл — RBPT     | 511  |
| 2       | Феррарі             | 376  |
| 3       | Мерседес            | 346  |
| 4       | Альпін — Рено       | 125  |
| 5       | Макларен — Мерседес | 101  |
| Джерело |                     |      |